# Angelo Badà
Angelo Badà (Novara, 27 maggio 1876 – Novara, 23 marzo 1941) è stato un tenore italiano naturalizzato statunitense.
Specializzato in ruoli di comprimario, è uno dei cantanti che possono vantare il maggior numero di presenze per il Metropolitan Opera di New York, ben 2.170, in 94 ruoli diversi, tra il 1908 e il 1938.

## Biografia
Angelo Badà nasce nel 1876 a Pernate, una frazione di Novara. Studia nella "Schola Cantorum" del Duomo di Novara, sotto la direzione del maestro Cecilio Manfredi.
Debutta nel 1900 al Teatro Coccia di Novara. Nei successivi otto anni vi si esibirà più volte, cantando anche in altri teatri, da Teatro alla Scala di Milano, al Teatro San Carlo di Napoli, al Covent Garden di Londra.
Nel 1905 è Desiré in Fedora (opera) diretto da Rodolfo Ferrari con Lina Cavalieri, Enrico Caruso e Titta Ruffo al Théâtre de la Ville di Parigi.
Nel 1906 è Goro in Madama Butterfly diretto da Ettore Panizza con Emilio De Marchi e Laerte in Mignon con Fernando De Lucia al Teatro San Carlo di Napoli e Narraboth in Salomè diretto da Arturo Toscanini con Solomija Krušel'nyc'ka e Giuseppe Borgatti al Teatro alla Scala di Milano.
Nel 1908, su invito del direttore Giulio Gatti Casazza si unisce alla compagnia del Metropolitan Theatre di New York. Vi debutta il 16 novembre 1908 come Messaggero in Aida diretto da Toscanini con Caruso, Louise Homer ed Antonio Scotti al Metropolitan Opera House rimanendovi per 30 stagioni, esibendosi in ben 2170 rappresentazioni, in 94 ruoli diversi di comprimario. Come tale partecipa in quegli anni praticamente a tutte le serate più memorabili dell'Ente, al debutto di famosi cantanti, alla prima di celebrati allestimenti, a cominciare delle prime rappresentazioni de La fanciulla del West, Madame Sans-Gêne, de Il Trittico di Giacomo Puccini, L'oiseau bleu di Albert Wolff e Peter Ibbetson di Deems Taylor. Il repertorio di Badà comprende opere in italiano, francese, inglese, e tedesco. Soltanto due cantanti nella storia del Metropolitan hanno totalizzato un maggior numero di presenze, il tenore Charles Anthony Caruso e il baritono George Cehanovsky.
Nel 1910 è Cajus in Falstaff (Verdi) diretto da Toscanini con Frances Alda al Théâtre du Châtelet di Parigi.
Badà si esibisce nel 1927-1928 anche al San Francisco Opera e partecipa a tournée in Europa, America del Sud, Australia, e Africa.
Badà appare per l'ultima volta sul palcoscenico del Metropolitan il 9 aprile del 1938. Torna a Novara dove muore solo tre anni dopo, il 23 marzo 1941. È sepolto nel cimitero di Novara.
La sua voce può essere ancor oggi udita in varie registrazioni, alcune delle quali al fianco di Enrico Caruso.

## Discografia
- Offenbach: Les contes d'Hoffmann - Metropolitan Opera Orchestra & Chorus/Maurice De Abravanel/Lawrence Tibbett/Angelo Bada/Arnlod Gabor/George Rasely/Wilfred Engelmann/Irra Petina/René Maison/Louis D'Anglo/Vina Bovy/Norman Cordon, Mangora/Naxos
- Verdi: La Traviata - Ettore Panizza/Frederick Jagel/Metropolitan Opera Orchestra/Rosa Ponselle/Lawrence Tibbett, Sony